# Marios Ogkmpoe
Marios Ogkmpoe (in greco Μάριος Όγκμποε?; Atene, 10 ottobre 1994) è un calciatore greco, attaccante del Persita Tangerang.

## Carriera
Ha giocato nella prima divisione scozzese ed in quella greca.

## Statistiche

### Presenze e reti nei club
Statistiche aggiornate al 4 agosto 2020.
| Stagione                   | Squadra                    | Campionato                 | Campionato | Campionato | Coppe nazionali | Coppe nazionali | Coppe nazionali | Coppe continentali | Coppe continentali | Coppe continentali | Altre coppe | Altre coppe | Altre coppe | Totale | Totale |
| Stagione                   | Squadra                    | Comp                       | Pres       | Reti       | Comp            | Pres            | Reti            | Comp               | Pres               | Reti               | Comp        | Pres        | Reti        | Pres   | Reti   |
| -------------------------- | -------------------------- | -------------------------- | ---------- | ---------- | --------------- | --------------- | --------------- | ------------------ | ------------------ | ------------------ | ----------- | ----------- | ----------- | ------ | ------ |
| 2016-2017                  | OFI Creta                  | FL                         | 23         | 3          | CG              | 5               | 2               | -                  | -                  | -                  | -           | -           | -           | 28     | 5      |
| 2017-gen. 2018             | OFI Creta                  | FL                         | 7          | 1          | CG              | 3               | 1               | -                  | -                  | -                  | -           | -           | -           | 10     | 2      |
| Totale OFI Creta           | Totale OFI Creta           | Totale OFI Creta           | 30         | 4          |                 | 8               | 3               |                    | -                  | -                  |             | -           | -           | 38     | 7      |
| gen.-giu. 2018             | Hamilton Academical        | SP                         | 16         | 3          | SC+CdL          | -               | -               | -                  | -                  | -                  | -           | -           | -           | 16     | 3      |
| 2018-2019                  | Hamilton Academical        | SP                         | 6          | 1          | SC+CdL          | 0+0             | 0               | -                  | -                  | -                  | -           | -           | -           | 6      | 1      |
| 2019-2020                  | Hamilton Academical        | SP                         | 23         | 6          | SC+CdL          | 1+5             | 0+1             | -                  | -                  | -                  | -           | -           | -           | 29     | 7      |
| 2020-2021                  | Hamilton Academical        | SP                         | 1          | 0          | SC+CdL          | 0+0             | 0               | -                  | -                  | -                  | -           | -           | -           | 1      | 0      |
| Totale Hamilton Academical | Totale Hamilton Academical | Totale Hamilton Academical | 46         | 10         |                 | 6               | 1               |                    | -                  | -                  |             | -           | -           | 52     | 11     |
| Totale carriera            | Totale carriera            | Totale carriera            | 76         | 14         |                 | 14              | 4               |                    | -                  | -                  |             | -           | -           | 90     | 18     |